# Corinna napaea
Corinna napaea är en spindelart som beskrevs av Simon 1897. Corinna napaea ingår i släktet Corinna och familjen flinkspindlar. Inga underarter finns listade i Catalogue of Life.